# 강현초등학교
강현초등학교는 대한민국 강원특별자치도 양양군에 있는 초등학교다.

## 학교 연혁
- 1933년 4월 1일 강현공립보통학교 설립인가(2학급)
- 1938년 4월 1일 강현공립심상소학교 개칭
- 1941년 4월 1일 강현공립국민학교 개칭
- 1951년 9월 29일 강현국민학교 개칭
- 1981년 3월 5일 병설유치원 개원
- 1996년 3월 1일 강현초등학교 개칭
- 2004년 2월 18일 제62회 졸업식 거행
- 2004년 3월 2일 입학식(남 8명, 여 11명)
- 2005년 2월 17일 제63회 졸업식 거행(남 9명, 여 10명)
- 2005년 3월 2일 입학식(남 11명, 여 7명)
- 2006년 2월 17일 제64회 졸업식(남 15명, 여 7명)
- 2006년 3월 2일 입학식(남 11명, 여 4명)
- 2006년 9월 1일 제28대 함영균 교장 선생님 부임
- 2008년 2월 15일 제66회 졸업식(21명)
- 2008년 3월 3일 입학식(남 8명, 여 6명)
- 2009년 2월 12일 제67회 졸업식(남 7명, 여 5명)
- 2009년 3월 2일 입학식(남 2명, 여 2명)
- 2010년 2월 11일 제68회 졸업식(12명)
- 2010년 3월 2일 입학식(남 6명, 여 7명)
- 2011년 2월 10일 제69회 졸업식(12명)
- 2011년 3월 2일 입학식(남 3명, 여6명 계9명)
- 2012.02.09 제70회 졸업식(14명)
- 2012.03.01 제29대 박재호교장선생님 부임
- 2012.03.01 입학식 (남 5명, 여 4명 계 9명)
- 2013.02.15 제71회 졸업식(졸업생 남 2명 여 8명 계 10명)
- 2013.03.04 입학식 (남 4명, 여 6명 계 10명)
- 2014.02.19 제72회 졸업식 (졸업생 남 7명, 여 7명 계 14명 / 누계 3,588명)
- 2015.02.13 제73회 졸업식 (졸업생 남 3명, 여 1명 계 4명)
- 2015.03.01 제30대 김원식 교장선생님 부임
- 2016.02.12 제74회 졸업식( 졸업생 남 6명, 여 9명 계 15명)
- 2016.03.02 입학식 (입학생 남 2명, 여 4명 계 6명)
- 2017.02.08 제75회 졸업식( 졸업생 남 2명, 여 5명 계 7명)
- 2017.03.02 입학식 (남 5명, 여 3명 계 8명)
- 2018.02.09 제76회 졸업식( 졸업생 남 4명, 여 3명 계 7명)
- 2018.03.02 입학식 (남 2명, 여 3명 계 5명)

## 참고 자료
- 강현초등학교 - 한국교육학술정보원 학교알리미